# 센과 치히로의 행방불명
《센과 치히로의 행방불명》(일본어: 千と千尋の神隠し 센토 치히로노 가미카쿠시[*])은 《모노노케 히메》에 이어 스튜디오 지브리가 제작한 일본의 애니메이션 영화이다. 미야자키 하야오가 감독과 원작, 각본을 맡았다. 일본에서는 2001년 7월 개봉하였으며, 대한민국에서는 2002년 6월 개봉했다. 총 상영 시간은 124분이다. BBC는 21세기 최고의 외국어영화 4위로 센과 치히로의 행방불명을 선정했다. 뉴욕타임즈에서는 21세기 최고의 외국어영화 2위로 선정되었다.
최근에는 일본에서 실사판 연극이 공연되었다.

## 줄거리
열 살이 된 초등학생 치히로는 부모님과 함께 새로 이사하는 곳으로 차를 타고 이동하다가 아버지가 길을 잘못 들어 어떤 터널 앞에 도착하게 된다. 치히로는 좋지 않은 느낌에 돌아가자고 하지만 아버지의 주장으로 터널 안으로 들어가게 되고, 그 후로부터 기이한 일들이 벌어지기 시작한다.터널로 들어가보니 음식점이 많았고 그 음식을 먹은 부모님은 돼지가 되버린다.그 후로 치히로는 하쿠를 만나고 목욕탕에서 센이라는 이름을 가지게 되고 일하게 되는데..

## 등장 인물
※ 성우 - 일본판 성우, 한국 정식 수입판의 성우 형식으로 기술함.
- 센/치히로(千/千尋)

성우 - 히이라기 루미, 최덕희, 김연우(재개봉판)
본명은 오기노 치히로(荻野 千尋)
이 영화의 열 살인 여자 주인공. 부모님께 의지하려는 모습을 보인다. 빨간 색 반바지를 입고, 하얀 양말과 노란 색 운동화를 신은 모습이 특징이다.
- 하쿠(ハク)

성우 - 이리노 미유, 김영선, 신용우(재개봉판)
본명은 '니기하야미 코하쿠누시(더빙판: 니기하야미 고하쿠누시)'이다. 치히로 덕분에 이름을 기억해낸다. 일본 신화의 니기하야미노미코토(饒速日命)에서 유래 되었다. 중반 이후에는 백룡의 모습으로도 등장한다. 어렸을 적 코하쿠 강에서 신발을 주우려다가 물살에 휩쓸린 치히로를 구한 생명의 은인이자 코하쿠 강의 신.
- 린(リン)

성우 - 다마이 유우미, 이선주
센/치히로를 도와주는 조연. 다른 직원들과 다르게 그녀는 인간인 치히로를 싫어하지 않고, 편견없이 다른 직원과 동등하게 대해 주고, 걱정하는 모습도 보여 준다. 나이는 열네 살이다.
- 치히로의 아빠

성우 - 나이토 다케시, 박조호, 김기흥(재개봉판)
신의 음식에 손을 대 돼지로 변한다. 본명은 오기노 아키오(荻野 明夫). 건축회사에서 근무하는 샐러리맨으로 작중에서는 독일 아우디 A4 직수입 차를 운전한다.
- 치히로의 엄마

성우 - 사와구치 야스코, 우정신, 강희선(재개봉판)
신의 음식에 손을 대 돼지로 변한다. 본명은 오기노 유우코(荻野 悠子).
- 가마할아범(釜爺)

성우 - 스가와라 분타, 온영삼
보일러실의 대장이다. 거미의 모습을 띠고 있으며 팔 여섯 개를 자유자재로 조종해 온천의 물을 끓이며, 약을 넣는 일을 한다. 린에게 유바바에게 보내라고 하거나 잠잘 때 방석을 덮어 주거나 하쿠를 구하도록 제니바에게 가는 표를 주는 등 치히로의 지원자 역할을 한다. 석탄을 운반하는 숯검댕이들과 함께 일하고 있다.
- 유바바(湯婆婆)

성우 - 나쓰키 마리, 성선녀
이 온천장의 주인이자 정체 불명의 늙은 마녀이다. 남의 이름을 빼앗아 바꾸고 지배하는 마녀이다. 돈 욕심이 많고 화를 잘 내는 오만한 성격을 가지고 있지만 난폭한 태도의 손님을 격퇴하거나 가오나시를 혼자 대처하는 모습을 봤을 때 경영자의 도량과 기상을 가지고 있다. 아들인 보우를 끔찍하게 아낀다. 이름은 일본어로 '온천의 할머니'라는 뜻이다.
- 제니바(銭婆)

성우 - 나쓰키 마리, 최문자
유바바의 이란성 쌍둥이 언니이자 보우의 이모. 작 중에서 보우가 자신의 어머니인 유바바와 헷갈릴 정도였다. 이란성 쌍둥이 여동생 유바바와 같이 마법을 사용하는 마녀다. '늪의 바닥'이라는 시골에 살고 있으며, 이란성 쌍둥이 유바바와는 달리 검소하고 친절하다.
- 보우(坊)

성우 - 가미키 류노스케, 이현주
유바바의 아들이자 제니바의 조카. 굉장히 크고 비만 체형이다. 유바바가 무척이나 아끼기 때문에 상당히 제멋대로인 성격을 가지고 있다. 작 중에 보우가 '밖에 나가면 병에 옮는다'를 보았을 때 그녀의 어머니 유바바가 보우를 과보호하고 있다는 것을 알 수 있다. 이야기 중반에 제니바의 마술로 뚱보쥐가 되어 치히로와 같이 다니며, 정신적으로 성장한다.
- 뚱보쥐

뚱보 쥐는 보우가 제니바로 인하여 변한 것이다. '보우네즈미'라고도 부른다.
- 돌머리 3총사(頭)

초록색 머리의 형태를 하고 있는 괴물로 항상 셋이서 함께 행동한다. 뛰거나 구르는 모습을 하고 있고, 제니바의 마술로 이야기 중반에 보우의 모습을 하고 있는다.
- 홀쭉까마귀(유버드)(湯バード)

목으로부터 위는 유바바의 얼굴을 형상화하고 있으며, 몸은 까마귀의 형태를 보인다. 이야기 중반에 보우와 같이 제니바의 마술에 걸려 파리 같이 아주 작은 새로 변하였는데 뚱보쥐가 된 보우를 계속 들고 다닌다. 보우와 달리 끝까지 작은 새의 모습을 유지한다.
- 가오나시(カオナシ)

성우 - 나카무라 아키오, 전광주
검은 그림자의 모습에 가면이 얼굴 부분에 있다. 할 수 있는 말은 '아'나 '에' 밖에 없고, 가녀린 목소리다. 평상시에는 직립 보행을 하고 있지만 온천장의 직원들을 먹음으로써 4족보행을 할 수 있게 되었다. 몸에서 금을 마음대로 만들어 낼 수 있다. 자신에게 호의를 보여 준 치히로를 좋아해 환심을 사려고 노력한다. 마지막에 치히로를 따라 제니바의 집에 갔다가 그 집에서 계속 살게 된다. 영어로는 "No Face" 라고 불린다. 다른 패러디 작품들에서 많이 등장한다.
- 접수대 개구리

성우 - 오이즈미 요, 이상헌
접수대에서 가마할아버지에게 물을 가져다주는 키를 내주는 역할을 하고있다.
치히로에게 키를 안주려다가 가오나시가 준 키를 보고 의아해 했다.
- 청개구리

성우 - 가슈인 타츠야, 전광주
온천장에서 허드렛일을 하는 개구리로 돈에 눈이 멀었다. 작중에는 가장 먼저 가오나시에게 먹힌다.
- 숯검댕이

가마할아범과 같이 보일러실에서 일을 하며, 용광로에다가 석탄을 집어 넣는 일을 한다. 마법의 힘으로 그을음에서 태어났고, 별 사탕을 먹는다. 미야자키 하야오 감독의 이전 작품 《이웃집 토토로》에서도 등장한다.
- 강의 신 (河の神)

성우 - 하야시 고바
처음 등장을 했을 때 엄청난 악취와 함께 오물을 뒤집어 쓴 모습으로 등장한다. 센의 도움으로 오물이 모두 사라졌을 때 치히로에게 고맙다는 인사와 함께 니시단고(쓴 경단)를 건네준다. 그가 가고, 남은 자리에는 사금이 남아 있었다. 또 다른 이름으로는 오쿠사레(おくされ). 미야자키 하야오 감독이 어렸을 적 강물 청소에 참여했을 때 자전거를 끌어올린 경험에서 영감을 얻었다고 한다.
- 삐약이

- 오시라사마(무신)

치히로가 유바바가 있는 곳으로 엘리베이터를 타고 올라가야 하는데 오시라사마가 치히로를 자신의 몸으로 가려 치히로를 보이지 않게 해 주었다.

## 제작과정
1999년 11월 8일에 미야자키 하야오 감독은 제작에 필요한 주요 직원들을 불러서 설명회를 실시하였고, 11월 12일에는 지브리 스튜디오의 모든 직원들을 대상으로 한 작품에 대한 강의를 진행하였고, 그 다음 주부터 그림 콘티 작업에 들어갔고 메인 스텝 또한 같이 본격적으로 제작 준비에 들어갔다.

### 영화의 배경

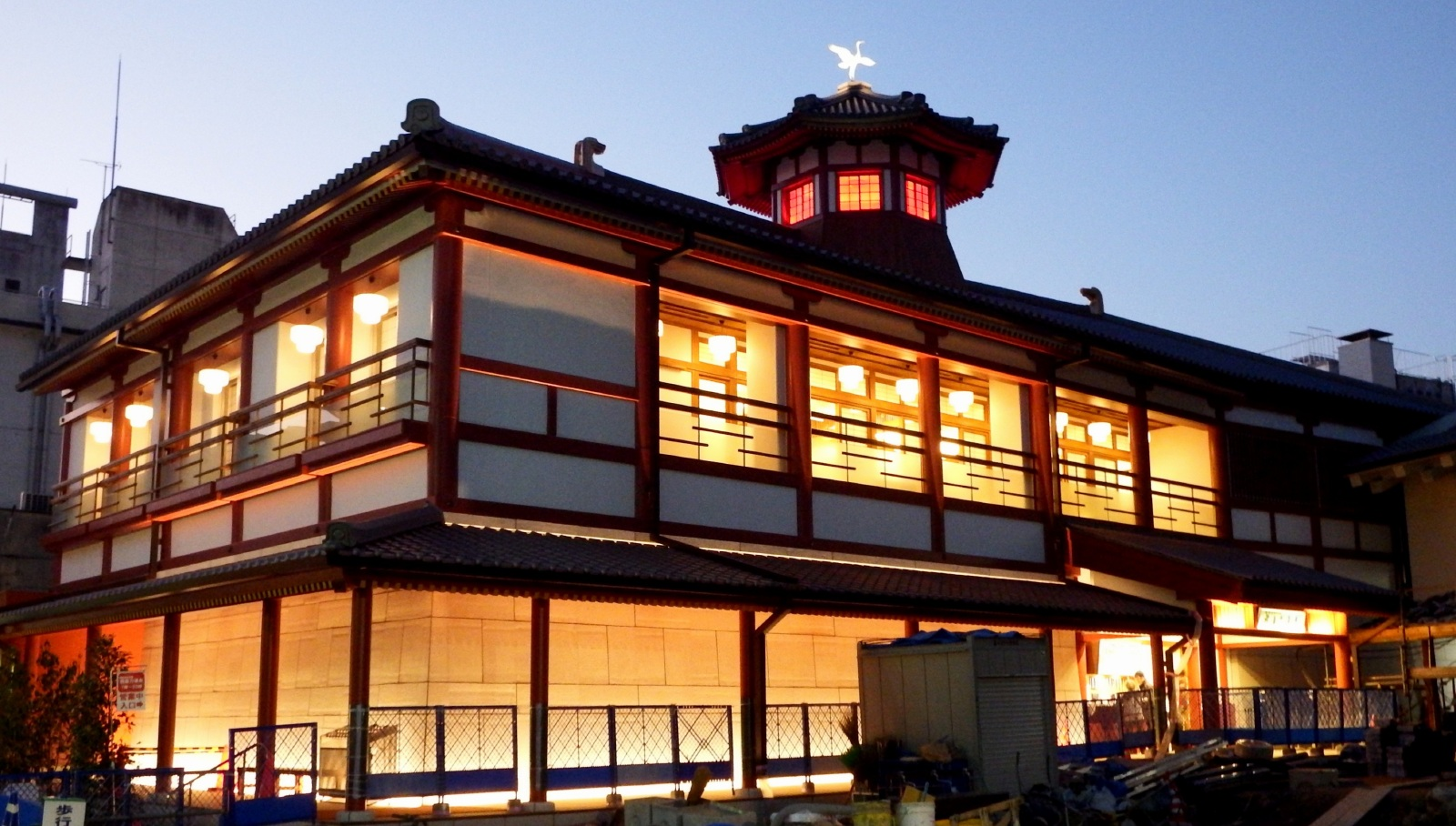
에히메현 도고 온천

미야자키 하야오는 도쿄도에 있는 에도 도쿄 건물원에 있는 건물들을 영화 내 건물의 모티브로 삼았다. 그는 영화 작업을 하는 동안 영감을 얻기 위해 박물관을 자주 방문했다. 영화에서 나오는 유바바의 온천장은 에히메현에 위치한 도고 온천을 모티브로 했다.

### 영어 번역 공개
월트 디즈니 사가 <센과 치히로의 행방불명>의 미국 배급권을 가졌다. 하지만 당시 디즈니 CEO였던 마이클 아이스너의 <센과 치히로의 행방불명>에 대한 반응은 좋지 않았다. 감독인 미야자키 하야오 또한 미국에서의 공개에 대해 적극적이지는 않았지만 스즈키 도시오는 미야자키 감독의 열혈 팬인 픽사 사의 존 래시터에게 협력을 의뢰하였고 존 래시터는 협력에 응했다. 그는 <미녀와 야수>의 감독 커크 와이즈와 <알라딘>의 프로듀서 도널드 W 에른스트를 각각 <센과 치히로의 행방불명>의 감독과 프로듀서로 임명하였다. 작품의 영어 이름은 Spirited Away였다.

### 음악
음악은 히사이시 조가 담당을 했다. 히사이시 조는 1984년 작품 <바람 계곡의 나우시카>에서부터 미야자키 하야오의 요청으로 음악을 담당하기 시작했고, 그 후로 계속 영화음악 감독으로 활동하였다. <센과 치히로의 행방불명>은 그의 7번째 작품이다.

## 시청률
- 닛폰 TV 개국 50년 금요 특별 로드쇼, 시청률 46.9% 집계로 역대 TV 영화 프로그램 사상 최초의 경신하였다.[12]

## 만화
센과 치히로의 행방불명의 한국어판은 대원씨아이를 통해 전 5권으로 완결되었다.
- 센과 치히로의 행방불명 1권, 2002년 7월 1일 발행, ISBN 89-528-4451-3
- 센과 치히로의 행방불명 2권, 2002년 7월 1일 발행, ISBN 89-528-4452-1
- 센과 치히로의 행방불명 3권, 2002년 7월 1일 발행, ISBN 89-528-4453-X
- 센과 치히로의 행방불명 4권, 2002년 7월 1일 발행, ISBN 89-528-4454-8
- 센과 치히로의 행방불명 5권, 2002년 7월 1일 발행, ISBN 89-528-4455-6

## 영화
- 센과 치히로의 행방불명2017 DVD 대한민국 발매

## 흥행
일본 내에서는 영화 흥행 기록 중 1위로 304억엔의 수익을 얻었으며, 2350만 명의 관객이 공원되었다. 국내에서도 200만 명의 관객들이 관람을 하였으며 2015년 2월에 재개봉하기도 했다. 2002년에는 애니메이션 최초로 베를린 영화제의 황금곰상을 수상했고, 제75회 아카데미상 시상식에서는 장편 애니메이션 작품상을 수상했다. 그 외에도 2016년에 BBC가 선정한 21세기 최고의 영화 100편에 뽑혔으며, 2000년대 최고로 많이 언급된 영화 7위로 선정되기도 했다. 이런 사상 최고의 흥행에 미야자키 하야오 감독은 "어린 아이들이 즐겨 볼 것이라는 생각은 했으나 여성과 노인을 포함한 여러 계층에서 같이 즐겨 주실 줄은 몰랐다"고 밝혔다.

## 수상 경력

### 일본 수상 경력
| 날짜   | 수상 경력                                                         |
| ------ | ----------------------------------------------------------------- |
| 2001년 | 제 44회 블루 리본상 수상                                          |
| 2001년 | 제 19회 골든 글로스 상 수상                                       |
| 2001년 | 제 56회 마이니치 영화 콩쿠르 대상 수상                            |
| 2002년 | 제 26회 키네마 준보 베스트 텐 3위                                 |
| 2002년 | 제 5회 문화청 미디어 예술제 애니메이션 부문 수상                  |
| 2002년 | 제 26회 란 도르 상 수상                                           |
| 2002년 | 신세기 도쿄 국제 애니메이션 페어 21 공모전 아카데미 부문 그랑프리 |
| 2002년 | 제 39회 골든 애로 상 수상                                         |
| 2002년 | 제 25회 일본 아카데미 상 수상                                     |

### 해외 수상 경력
| 날짜   | 수상 경력                                              |
| ------ | ------------------------------------------------------ |
| 2002년 | 베를린 국제 영화제 황금곰상 수상                       |
| 2002년 | 제 21회 홍콩 영화제 수상                               |
| 2002년 | NBA(National Board of Review of Motion Pictures) 수상  |
| 2002년 | 제 68회 뉴욕 영화 비평가 협회상 수상                   |
| 2002년 | 제 28회 로스 엔젤레스 영화 비평가 협회상 수상          |
| 2002년 | 제 29회 새턴 어워드 수상                               |
| 2002년 | 제 8회 Broadcast Film Critics Association Awards 수상  |
| 2002년 | 뉴욕 영화 비평가 온라인상 수상                         |
| 2002년 | 샌프란시스코 국제 영화제 수상                          |
| 2002년 | Utah Film Critics Association Awards 수상              |
| 2003년 | 제 6회 온라인 영화 비평가 협회상 수상                  |
| 2003년 | 암스테르담 판타스틱 영화제 수상                        |
| 2003년 | Dallas-Fort Worth Film Critics Association Awards 수상 |
| 2003년 | 호주 영화 비평가 서클 영화제 수상                      |
| 2003년 | 골드 더비상 수상                                       |
| 2003년 | 골든 트레일러 어워드 수상                              |
| 2003년 | 국제 온라인 영화상 수상                                |
| 2003년 | Phoenix Film Critics Society Awards 수상               |
| 2003년 | 제 30회 애니 어워드 수상                               |
| 2003년 | 제 75회 아카데미상 장편애니메이션상 수상               |

### 국내 수상 경력
| 2002년 | 제 3회 전주 국제 영화제 수상 |
| ------ | ---------------------------- |

## 같이 보기
- 일본의 애니메이션 영화 흥행 기록

## 여담
1. <센과 치히로의 행방불명>이 개봉 15주년이 되었을 때 한 팬의 편지의 답장을 통해 지브리 스튜디오는 영화의 몇가지 숨은 뜻을 공개했다. 지브리 스튜디오는 치히로의 부모님이 돼지로 변해야만 했던 이유는 80년대의 일본 경제 침체기때 보였던 시민들의 탐욕을 '돼지'라는 동물로 묘사했기 때문이라고 밝혔다. 또, 사람이 돼지로 변화된 후에 다시 돌이킬수 없는 것은 현실 세계에서의 탐욕이 사람을 변화시키는 모습을 반영한 것이기 때문이라고 했다. 마지막으로 치히로가 유바바와의 내기에서 망설임 없이 부모님이 없다는 사실을 알아챈 것은 그녀가 온천장에서 있었던 고난과 역경을 모두 이겨내면서 그녀의 사고방식이 바뀌었기 때문이라고 답변했다.[47][48]
2. <센과 치히로의 행방불명>을 실사화 한 영화가 개봉할 것이라는 소문이 한국에서 많이 돌았다. 아시다 마나가 치히로의 역할을 맡아 연기를 하게 되었다는 뉴스기사가 나오기도 했지만[49] 사실확인이 되어 있지 않으며, 일본 매체 (야후 재팬)등에서도 이에 관한 아무런 뉴스나 정보를 찾을 수 없다. 이를 종합해 봤을 때 한국에서만 나온 루머일 가능성이 있다.
3. 작품에서 초반 부분에 치히로가 들고 있는 꽃은 '스위트피'이다. 꽃말은 '추억', '나를 기억해주세요'이다.[50] 이사 가기전 치히로에게 이별하는 의미에서 보낸 선물로서 카드에는 [치히로 건강해! 다시 만나자!(ちひろ 元気でね! また会おうね!)]라고 적혀 있다.
4. 미야자키 하야오 감독에 따르면, 그의 친구 오쿠다 세이지의 딸 오쿠다 치아키를 보고 자신의 작품 중에서 이 또래 애들이 즐길만한 작품이 없다고 생각해 이 아이들이 즐길 수 있는 작품을 만들 결심을 했다고 한다.[51] 당시 그는 젊은 여성을 주인공으로 하는 작품을 기획하고 있었으나 이 작품을 위해 포기했다.[52] 미야자키 하야오 감독은 주변 사람들을 소재로 삼는 것이 유명한데 《센과 치히로의 행방불명》에서도 주인공인 치히로는 오쿠다 세이지의 딸 오쿠다 치아키를, 치히로의 아버지는 오쿠다 세이지를 모델로 삼았다. 가령, 작 중에서 치히로 아버지가 보이는 거친 운전 실력은 실제 오쿠다 세이지와 미야자키 하야오 감독이 같이 오스트리아로 출장을 갔을 때 오쿠다 세이지가 보였던 운전 실력을 기억해 활용하였고, 치히로 아버지의 호탕한 식사 장면도 오쿠다 세이지로의 실제 식사하는 장면을 모티브로 삼았다.[53] 또, 영화 속 끝 부분 장면에서 치히로가 강가에 신발을 떠내려 보내는 추억을 회상하는 부분은 미야자키 하야오, 오쿠다 세이지, 오쿠다 치아키 그리고 스즈키 도시오 네 명이서 미야자키 하야오의 산장 근처 개울가를 산책하다가 치아키의 신발이 떠내려가 다같이 신발을 쫓아 가는 경험에서 연상했다고 한다.[53]
5. 제작 당시 미야자키 하야오 감독은 한국의 애니메이션 제작사 DR무비에게 작업을 맡기게 되었는데, 그 결과가 매우 마음에 들었다고 한다.[54] 그래서 2001년 7월 25일 서울 신라호텔에서 그는 DR무비에게 감사의 인사도 할겸, 이틀 후에 개봉할 그의 13년 전 작품인 《이웃집 토토로》의 홍보도 할 겸해서 기자회견을 가졌다. 그때가 미야자키 하야오 감독의 공식적인 첫 번째 한국 방문이었다.[55]
6. 2022년 2월부터 도쿄 마루노우치에 위치한 제국 극장에서 연극화되어 상연된다. 주연은 하시모토 칸나와 카미시라이 시모네가 더블 캐스팅됐다. '센과 치히로의 행방불명'은 영화 배급사 토호의 창립 90주년 프로젝트로 기획됐으며 해외 공연도 기획하고 있는 것으로 알려졌다. 뮤지컬 '레미제라블'의 연출가 존 케어드 무대를 구상하고 미야자키 하아오 감독과 스즈키 토시오 프로듀서가 제안에 응하면서 실현되게 됐다.